# .50 Action Express
.50 Action Express (также .50 AE, 12.7 x 33, 12,7×32,6 мм) — патрон калибра 12,7 мм, разработанный в 1988 году для израильского пистолета Desert Eagle. Один из самых мощных унитарных пистолетных патронов в мире. Имеет тупоконечную пулю, которая обуславливает огромное останавливающее действие данного патрона.

## Загрузка и тип пуль
Стандартные FMJ патроны:
- 300 gr (19 g) Ball 1,450 ft/s (442 м/с) - 1830 Дж
- 325 gr (21 g) Ball 1,258 ft/s (383 м/с) - 1540 Дж

Также в настоящее время появилось немало экспансивных пуль с разным типами загрузки и скоростей.

## Достоинства и недостатки
Как и все боеприпасы, патрон .50 Action Express имеет свои достоинства и недостатки:
| Достоинства                                                                                                 | Недостатки                                              |
| --- | ------------------------------------------------------- |
| Огромное останавливающее действие тупоносой тяжелой пули, которая превосходит даже .45 ACP в несколько раз. | Высокая дульная вспышка, особенно в темное время суток. |
| Высокое убойное действие большой тяжелой пули, сравнимое с винтовочными патронами.                          | Баллистика тупоносых пуль хуже, чем у оживальных.       |
| Относительно высокое пробивное действие.                                                                    | Громкий звук выстрела.                                  |